# Bohrmagnetonen

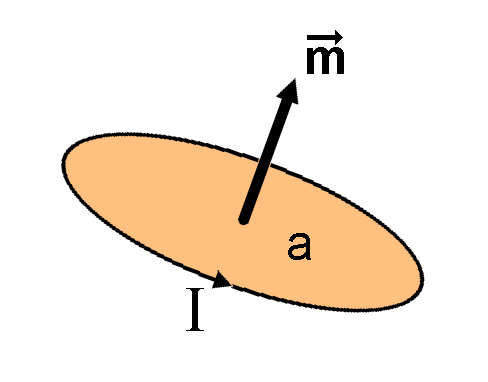
Magnetiskt moment m av en ringström I med area a

Bohrmagnetonen (efter Niels Bohr) är ett mått på det magnetiska moment som en elektron med rörelsemängdsmoment {\displaystyle |\mathbf {l} |=\hbar }, där {\displaystyle \hbar } är Diracs konstant, ger upphov till. Bohrmagnetonen betecknas med μB, vilket gör att den riskerar att förväxlas med den magnetiska konstanten eller permeabiliteten. Uttrycket för Bohrmagnetonen är
{\displaystyle \mu _{B}={\frac {e\hbar }{2m_{0}}}=9,\!274\ 009\cdot 10^{-24}} Am² eller J/T,
där e är elementarladdningen och m0 elektronens massa.
Värdet härleddes först ur Bohrs atommodell, där elektronen antogs gå runt en atomkärna i en cirkelbana och där denna ringström av laddning skulle ge upphov till ett magnetiskt moment. Dess storleksordning stämde väl överens med magnetiseringen av magnetiska material. Senare visade det sig att magnetism mest härstammar från elektronernas spinn som ger ett inneboende magnetiska moment. Värdet är bara någon promille större än bohrmagnetonen.